# تنكمان
تنكمان هي مدينة في مقاطعة نظر أباد، إيران. عدد سكان هذه المدينة هو 4,654 في سنة 2016.